# Zorita
Zorita là một đô thị trong tỉnh Cáceres, Extremadura, Tây Ban Nha. Theo điều tra dân số 2006 (INE), đô thị này có dân số là 1768 người.

## Biến động dân số
| 2001  | 2002  | 2003  | 2004  | 2005  | 2006  | 2007  |
| ----- | ----- | ----- | ----- | ----- | ----- | ----- |
| 1.970 | 1.925 | 1.859 | 1.816 | 1.792 | 1.768 | 1.731 |